# Іманалієв Шадикан
Шадикан Іманалієв (1907, аул Сари-Булак Пішпецького повіту Семиріченська область, тепер Чуйської області, Киргизстан — 16 березня 1990, місто Фрунзе, тепер Бішкек, Киргизстан) — радянський киргизький державний діяч, 1-й секретар Тянь-Шаньського та Іссик-Кульського обкомів КП(б) Киргизії. Депутат Верховної ради СРСР 2—3-го скликань.

## Життєпис
Народився в родині дехканина-бідняка та наймита. Батько помер у 1917 році.
З квітня 1919 по квітень 1921 року працював пастухом у заможних селян аулу Таш-Тюбе Туркестанської АРСР.
З квітня 1921 по вересень 1925 року виховувався у дитячому будинку в місті Пішпеці Киргизької автономної області. У 1924 році вступив до комсомолу.
У вересні 1925 — червні 1927 року — учень школи фабрично-заводського учнівства (ФЗУ) імені Г. Плеханова в місті Твері, здобув спеціальність ткача.
З червня 1927 року протягом трьох місяців працював перекладачем у Джалал-Абадському окружному земельному відділі, потім два місяці завідував інтернатом в місті Джалал-Абаді. З грудня 1927 по липень 1928 керував школою-пересувкою у Кизил-Джарі та Джалал-Абаді. З липня по вересень 1928 року навчався на двомісячних курсах пропагандистів у місті Фрунзе.
З 1 вересня 1928 по 5 лютого 1929 року завідував відділом агітації та пропаганди Джалал-Абадського кантонного комітету ВЛКСМ. З березня 1929 по 1 квітня 1930 року — завідувач агітаційно-пропагандистського відділу (відділу культури і пропаганди) Ошського окружного комітету ВЛКСМ Киргизької АРСР.
Член ВКП(б) з грудня 1929 року.
У квітні — вересні 1930 року — завідувач організаційного відділу Кетмень-Тюбинському районного комітету ВКП(б) у селі Акчи-Карасу Киргизької АРСР.
З вересня по грудень 1930 року — заступник завідувача масово-економічного відділу Середньоазіатського бюро ЦК ВЛКСМ у місті Ташкенті.
У грудні 1930 — травні 1931 року — слухач курсів із підготовки комсомольських працівників при Комуністичному університеті імені Свердлова у Москві.
З травня по грудень 1931 року — завідувач відділу культури і пропаганди Таласького районного комітету ВКП(б) у селі Дмитріївка Киргизької АРСР.
У грудні 1931 — січні 1932 року — 1-й секретар Ісфаринського районного комітету ВКП(б) Киргизької АРСР. У січні 1932 — січні 1934 року — 1-й секретар Ляйляцького районного комітету ВКП(б) Киргизької АРСР; 1-й секретар Сулюктинського районного комітету ВКП(б) Киргизької АРСР. У січні 1934 — квітні 1937 року — 1-й секретар Іссик-Кульського районного комітету ВКП(б) Киргизької АРСР.
З 2 травня по жовтень 1937 року — заступник завідувача відділу керівних партійних органів Киргизького обласного комітету ВКП (б) (ЦК КП(б) Киргизії).
7 вересня 1937 року був рекомендований на посаду 3-го секретаря ЦК КП(б) Киргизії. 25 вересня 1937 року бюро ЦК КП(б) Киргизії ухвалило рішення «розслідувати заяви на Іманалієва». 4 жовтня 1937 року на бюро ЦК КП(б) Киргизії встановлено, що «звинувачення Іманалієва не підтвердилися», він був призначений завідувачем радянсько-торгового відділу ЦК КП(б) Киргизії. Проте 22 листопада 1937 року Виконавчим бюро ЦК КП(б) Киргизії Іманалієв був знятий з посади завідувача радянсько-торгового відділу і виключений з партії. 17 серпня 1939 року відновлений в членах ВКП(б).
З серпня по листопад 1939 року — завідувач радянсько-торгового відділу ЦК КП(б) Киргизії.
У листопаді 1939 — лютому 1942 року — 1-й секретар Чон-Алайського районного комітету КП(б) Киргизії. У лютому 1942 — лютому 1944 року — 1-й секретар Молотовського районного комітету КП(б) Киргизії Ошської області.
У лютому 1944 — лютому 1945 року — голова виконавчого комітету Ошської обласної ради депутатів трудящих.
У лютому 1945 — грудні 1947 року — 1-й секретар Тянь-Шаньського обласного комітету КП(б) Киргизії.
У грудні 1947 — вересні 1952 року — 1-й секретар Іссик-Кульського обласного комітету КП(б) Киргизії.
До березня 1953 року — заступник завідувача сільськогосподарського відділу ЦК КП Киргизії.
У березні 1953 — січні 1959 року — голова виконавчого комітету Фрунзенської обласної ради депутатів трудящих.
У березні 1959 — липні 1961 року — директор Киргизької республіканської сільськогосподарської виставки в місті Фрунзе.
У липні 1961 — травні 1965 року — начальник Управління м'ясомолочної промисловості Ради народного господарства Киргизької РСР.
У травні 1965 — березні 1976 року — директор Киргизької республіканської контори «Маслосирбаза» в місті Фрунзе.
З березня 1976 року — персональний пенсіонер союзного значення в місті Фрунзе.
Помер 16 березня 1990 року в місті Фрунзе (Бішкек).

## Нагороди
- два ордени Леніна
- орден Трудового Червоного Прапора
- медалі